# Thomas Graham (chimiste)
Pour les articles homonymes, voir Thomas Graham et Graham.
Thomas Graham, né à Glasgow le 21 décembre 1805 et mort à Londres le 16 septembre 1869, est un chimiste écossais.

## Biographie
Le père de Graham est un fabricant de textile qui souhaite que son fils entre dans l'Église d'Écosse. Thomas défie la volonté paternelle et devient étudiant à l'université de Glasgow en 1819. Il se passionne pour la chimie et quitte l'université après avoir reçu son Master of Arts en 1826. Il devient professeur de chimie dans plusieurs universités, le Royal College of Science and Technology, prédécesseur de l'université de Strathclyde, et l'Université de Londres. Graham est aussi le fondateur de la Chemical Society of London, de nos jours nommée la Chemical Society, en 1841. Graham est à la tête de l'hôtel des Monnaies de 1855 à 1869.

## Contributions scientifiques
Graham découvre expérimentalement la loi de Graham : « le taux d'effusion d'un gaz est inversement proportionnel à la racine carré de sa masse molaire ».
Il étudie les colloïdes et parvient à les séparer des cristaux en utilisant ce qu'il nomme un dialyseur, précurseur de la dialyse moderne. Cette étude marque le début de la chimie des colloïdes.

## Prix et distinctions
- Médaille Royale de la Royal Society en 1837
- Médaille Copley de la Royal Society en 1862
- Prix Jecker de l'Académie des sciences de Paris en 1862
- Médaille Royale pour la seconde fois en 1863
- Une statue de lui existe à Glasgow, 1872
- L'université de Strathclyde possède un bâtiment nommé The Thomas Graham Building